# Скотт, Кристиан
Кристиан Скотт (англ. Christian Scott; р. 31 марта 1983, Новый Орлеан, штат Луизиана) — американский джазовый исполнитель. Обладатель премии Эдисона в 2010 году (лучший международный джазовый исполнитель), также был номинирован на премию Грэмми как лучший джазовый трубач. Композитор и продюсер. Впервые о нём упоминается в журнале JazzTimes, где он был назван «архитектором нового коммерчески успешного джаз-фьюжна» и «молодым Богом джаза».
Племянник знаменитого саксофониста Дональда Харрисона. Начиная с 2006 года выпустил 4 студийных альбома и 1 запись живого выступления. Знаменит использованием в своей игре глухих тонов, что он называет «искусством шептания»

## Ранняя жизнь
Кристиан Скотт и его брат-близнец Кайл родились 31 марта 1983 года в Новом Орлеане, штат Луизиана. Отец — Клинтон Скотт Третий, мать — Кара Харрисон.

## Обучение
Первое время образованием Скотта занималась его мать. Но через некоторое время его дядя Дональд Харрисон, распознав его талант, взял эту роль на себя. В 14 лет он поступает в школу искусств Нового Орлеана на джазовое отделение. С отличием оканчивая её, он перебирается в Бостон, чтобы продолжить обучение в знаменитом колледже Беркли. Освоив пятилетнюю программу за три года, Скотт становится профессиональным композитором музыки для фильмов. За время обучения он создаёт свою собственную группу, активно гастролирует с дядей и записывает первый сольный демо-альбом.

## Первый контракт
Во время презентации своей первой пластинки в музыкальном магазине Скотт налаживает контакт с представителем Concord Records, который предлагает, будучи под впечатлением от услышанного, записать Кристиану альбом под руководством Concord Music Group. Кристиан подписывает контракт и выпускает в 2006 году альбом «Rewind That» («Перемотай это»). Billboard незамедлительно помещают его на обложку свежего номера с пометкой «достоин внимания». Дебютный альбом отличался небывалым до этого смешением джаза, рок-н-ролла, R&B и многих других стилей. Критики не могли найти слов, чтобы точно описать этот «коктейль музыкальных влияний».

## «Искусство шептания»
Особенностью игры Кристиана является «приглушение» тонов и подчеркивание дыхание с помощью вибраций в мундштуке. Это он и называет «искусство шептания». Пытаясь добиться нужного ему звучания, он преднамеренно игнорировал все наставления своих учителей и советы, данные в учебниках. Сам он говорит вот что: «Трудно сказать из чего именно сложилось моё звучание. Много разных вещей повлияли на него. Я всегда хотел звучать по-особенному, не так, как другие. Майлс Дэвис и Диззи Гиллеспи так повлияли на своё поколение только потому, что до них так не играл никто.»

## «Катрина»
«Катрина» — это именная труба в тональности Bb, сделанная на заказ специально для Скотта. Инструмент полностью приспособлен к уникальной манере игры Кристиана. Дизайн и устройство были разработаны совместно с его братом Кайлом. Уникальная конструкция трубы позволяет ему видеть публику, что для него также является немаловажным.

## Связи с общественностью
В перерывах между гастролями, а чаще всего и во время гастролей, Кристиан встречается с начинающими музыкантами по всем соединённым штатам. На этих встречах он даёт мастер-класс игры на трубе, делится своими познаниями в музыкальном бизнесе и жизненным опытом. Кроме того, он активно участвует в сборе средств для различных благотворительных организаций.

## Стиль в одежде
Его манера одеваться была отмечена такими влиятельными изданиями как L’UOMO VOGUE, VOGUE ITALIA, THE SOURCE & KING MAGAZINE.
«Его прекрасное чувство стиля отличает его от коллег-музыкантов и подкупает заядлых модников по всему миру»
«Почему в мире так мало мужчин как Кристиан Скотт? Мужчин, которые берут ответственность за то, что и как они носят. Он не боится экспериментировать с одеждой, которую не часто увидишь в центре внимания. Он взял несколько моделей из мужской осенней коллекции Диор 2009, разобрал их по частям и создал свой уникальный образ.»

## Дискография
Rewind That
«Rewind That», возможно, самая громкая премьера в джазе за последние 10 лет" Billboard, 2006 год
« Время от времени, появляется музыкант, которому удается завладеть вашим вниманием с самой первой ноты. Словно по закону осмоса, его музыка проникает в вашу сущность и полностью завладевает вами и вашим сознанием. Именно это и делает Кристиан Скотт на своё дебютной пластинке.» jazzreview.com Sheldon T. Nunn March 2006
«Все, кому интересно будущее джазовой музыки, должны послушать Rewind that.»
Anthem
«Если Скотт хотел показать всю сложность человеческих эмоций и эластичность человеческого духа, то ему это удалось.» C. N. Harold Oct 2007
«Anthem очень мрачная, полная отчаяния пластинка. Подобно падающему графику, она делает акцент на неудачах и провалах, которые так часто преследуют музыканта в его карьере и личной жизни.» BBC Paul Sullivan January 2008
Yesterday You Said Tomorrow
Как и предыдущих альбомах, Скотт продолжает развивать тему взаимоотношений. Он взрослеет, меняется, как человек, что меняет и его взгляды. И снова он выражает их через свою музыку. В записи альбома участвовал знаменитый Rudy Van Gelder, известный как самый великий джазовый продюсер за свою историю.
«Разрывающая на части смесь джаза, хип-хопа, роковых риффов, личных стенаний и страстей, представленная Кристианом Скоттом, который то ласкает, то обжигает ваш слух своим изогнутым рогом, и его самой сконцентрированной группой на сегодняшний день.» Chris May January 25, 2010
Christian aTunde Adjuah
Альбом вышел 31 июля 2012 года.
«На этом альбоме Скотт и компания создали цельный, „бесшовный“ джаз XXI века, который уверенно указывает на новые горизонты в музыкальной гармонии.»
- 2002 «Christian Scott» — Impromp2 Records / Omni American Music
- 2004 «Two of a Kind» — Nagel Heyer Records w/ Donald Harrison
- 2006 Rewind That — Concord Records
- 2007 Anthem — Concord Records
- 2008 Live at Newport — Concord Records
- 2010 Yesterday You Said Tomorrow — Concord Records / UMG / OmniAmerican Music
- 2011 Ninety Miles — Concord Picante w/ Stefon Harris and David Sanchez
- 2012 Christian aTunde Adjuah — Concord Records / UMG / OmniAmerican Music

## Фильмография
- Leatherheads
- Rachel Getting Married
- The Roe Effect
- Keeper of the Flame